# المدرسة العليا الفرنسية
المدرسة العليا (بالفرنسية: Grande école) هي مؤسسة تعليم عالٍ نخبوية ومتخصصة في فرنسا وبعض الدول الفرنكوفونية مثل المغرب وتونس. وتعمل هذه المدارس ضمن نظام موازٍ ومستقل عن الجامعات العامة الفرنسية، وتهدف إلى تأهيل نخبة من الطلبة في مجالات دقيقة مثل الهندسة، إدارة الأعمال، السياسات العامة، العلوم الاجتماعية، وغيرها.

## معنى التسمية
كلمة Grande école تعني حرفيًا المدرسة الكبرى باللغة الفرنسية، لكنها تشير في السياق التعليمي إلى مؤسسات عليا متخصصة، ذات صبغة نخبوية، وتُدار بمعايير صارمة في الانتقاء الأكاديمي وجودة التعليم. لا يجب الخلط بينها وبين الجامعات، إذ أن لها نظام قبول وبرامج دراسية وهيكلًا إداريًا مستقلًا عن الجامعات العمومية.

## التخصصات والمجالات
تشمل البرامج التي تقدمها هذه المؤسسات:
- الهندسة
- العلوم الطبيعية والعلوم الاجتماعية
- العمارة
- إدارة الأعمال
- السياسات العامة والإدارة العامة

## القبول
يشتهر القبول في هذه المدارس بكونه انتقائيًا للغاية، ويتم غالبًا عبر اجتياز برامج الأقسام التحضيرية (classes préparatoires) لمدة سنتين، تليها اختبارات وطنية تنافسية.

## الفرق بينها وبين الجامعات العامة
تختلف المدارس العليا عن الجامعات الفرنسية في عدة جوانب:
- برامجها أقصر عددًا ولكن أكثر تركيزًا وتخصصًا.
- أعداد الطلاب أقل، والمرافقة الأكاديمية أوثق.
- العلاقة بسوق العمل والمؤسسات الحكومية والخاصة أقوى بكثير.
- خريجوها غالبًا ما يشغلون مناصب قيادية في الدولة والشركات الكبرى.

## أمثلة بارزة
- المدرسة متعددة التقانات (École Polytechnique)
- HEC باريس
- المعهد العالي للإدارة (Sciences Po)
- المدرسة العليا للأساتذة (ENS)

## خارج فرنسا
تم تبنّي نموذج المدرسة العليا في بعض الدول الأخرى، أبرزها:
- المغرب – مثل المدرسة الوطنية العليا للكهرباء والميكانيك (ENSEM)
- تونس – المدرسة الوطنية للإدارة
- الجزائر – بعض مدارس الهندسة